# 200 mètres féminin aux Jeux olympiques d'été de 1952 (athlétisme)
Pour un article plus général, voir Athlétisme aux Jeux olympiques d'été de 1952.
Navigation
Londres 1948 Melbourne 1956
L'épreuve du 200 mètres féminin aux Jeux olympiques de 1952 s'est déroulée les 25 et 26 juillet 1952 au Stade olympique d'Helsinki, en Finlande. Elle est remportée par l'Australienne Marjorie Jackson.

## Faits marquants
38 concurrentes représentant 21 nations participent à l'épreuve.
La tenante du titre et favorite, la Néerlandaise Fanny Blankers-Koen, avait couru en 23 s 7 au mois de juin. Malade, elle doit déclarer forfait, laissant la voie libre à Marjorie Jackson. L'Australienne égale le record du monde en série (23 s 6), puis l'améliore en demi-finale (23 s 4).
Jackson l'emporte largement en finale, devançant la Néerlandaise Puck Brouwer et la Soviétique Nadezhda Khnykina.

## Résultats

### Séries
Les 2 premières de chaque série se qualifient pour les demi-finales.

### Demi-finales
Les 3 premières de chaque série se qualifient pour la finale.
| Rang | Athlète             | Pays             | Temps manuel | Temps électrique | Notes |
| ---- | ------------------- | ---------------- | ------------ | ---------------- | ----- |
| 1    | Marjorie Jackson    | Australie        | 23 s 4       | 23 s 59          | Q, WR |
| 2    | Puck Brouwer        | Pays-Bas         | 24 s 3       | 24 s 41          | Q     |
| 3    | Daphne Hasenjäger   | Afrique du Sud   | 24 s 4       | 24 s 60          | Q     |
| 4    | Sylvia Cheeseman    | Grande-Bretagne  | 24 s 7       | 24 s 97          |       |
| 5    | Yevgeniya Sechenova | Union soviétique | 25 s 2       | 25 s 32          |       |
| 6    | Luella Law          | Canada           | 25 s 3       | 25 s 63          |       |
| 7    | Ursula Knab         | Allemagne        | 25 s 5       | 25 s 76          |       |

| Rang | Athlète             | Pays             | Temps manuel | Temps électrique | Notes |
| ---- | ------------------- | ---------------- | ------------ | ---------------- | ----- |
| 1    | Nadezhda Khnykina   | Union soviétique | 24 s 1       | 24 s 16          | Q     |
| 2    | Winsome Cripps      | Australie        | 24 s 3       | 24 s 47          | Q     |
| 3    | Helga Klein         | Allemagne        | 24 s 4       | 24 s 65          | Q     |
| 4    | Cathy Hardy         | États-Unis       | 24 s 7       | 24 s 93          |       |
| 5    | Eleanor McKenzie    | Canada           | 25 s 1       | 25 s 30          |       |
| 6    | Eulalia Szwajkowska | Pologne          | 25 s 2       | 25 s 45          |       |
| 7    | Marcelle Gabarrus   | France           | 25 s 3       | 25 s 46          |       |

### Finale
| Rang               | Athlète           | Pays             | Temps manuel | Temps électrique | Notes |
| ------------------ | ----------------- | ---------------- | ------------ | ---------------- | ----- |
| Médaille d'or      | Marjorie Jackson  | Australie        | 23 s 7       | 23 s 89          |       |
| Médaille d'argent  | Puck Brouwer      | Pays-Bas         | 24 s 2       | 24 s 25          |       |
| Médaille de bronze | Nadezhda Khnykina | Union soviétique | 24 s 2       | 24 s 37          |       |
| 4                  | Winsome Cripps    | Australie        | 24 s 2       | 24 s 40          |       |
| 5                  | Helga Klein       | Allemagne        | 24 s 6       | 24 s 72          |       |
| 6                  | Daphne Hasenjager | Afrique du Sud   | 24 s 6       | 24 s 72          |       |